# Đuro Zagajski
Đuro ( Jura ) Zagajski (Zagreb - München, 27. ožujka 1983.), zagovornik i borac za demokratsku suverenu i slobodnu Hrvatsku. 

## Ubojstvo
Ubijen je u noći s 26. na 27. ožujka 1983. u Münchenskom parku Vrt fazana. 

Ubio ga je suradnik Službe državne bezbjednosti (UDBA), zloglasne jugoslavenske tajne policije. 
Nalogodavci i počinitelj zločina još nisu procesuirani.